# Hyporthodus niveatus
Epinephelus niveatus · Mérou neige
Espèce
Synonymes
- Alphestes scholanderi Walters, 1957[1]
- Epinephelus niveatus (Valenciennes, 1828)[1]
- Hyporthodus flavicauda Gill, 1861[1]
- Serranus conspersus Poey, 1860[1]
- Serranus margaritifer Günther, 1859[1]
- Serranus niveatus Valenciennes, 1828[1]

Statut de conservation UICN

 VU A2bd+4bd : Vulnérable
Hyporthodus niveatus, communément appelé Mérou neige, est une espèce de poissons marins de la famille des Serranidae.

## Répartition
Hyporthodus niveatus se rencontre le long des côtes allant du Canada jusqu'au golfe du Mexique et les Caraïbes à une profondeur comprise entre 30 et 525 m.

## Description
La taille maximale connue pour Hyporthodus niveatus est de 122 cm, mais sa taille habituelle est d'environ 60 cm. Son poids maximal observé est de 30 kg et sa longévité maximale de 27 ans.